# Кудрявцева, Стефания Алексеевна
Стефа́ния Алексе́евна Кудря́вцева (урождённая Сорокина; 2 сентября 1908, Москва, Российская империя — 5 октября 1990, Обнинск, Калужская область, РСФСР, СССР) — советский агроном
, общественный и политический деятель. Ведущий озеленитель города Обнинска в 1947—1989 годах. Депутат Обнинского городского Совета депутатов трудящихся (1963—1966).

## Биография
Стефания Сорокина родилась 2 сентября 1908 года. Потомственный агроном.
Студенткой Московского садово-огородного техникума имени Тимирязева в августе 1929 года с группой студентов побывала в гостях у Ивана Мичурина.
После окончания в 1930 году техникума работала озеленителем Московского Кремля и Парка имени Горького. Участвовала в посадке елей возле мавзолея Ленина.
В 1942 году в связи с новым назначением мужа переехала с семьёй в Ташкент. После окончания Второй мировой войны семья вернулась в Москву. В 1947 году Кудрявцева получила назначение на работу в Лабораторию «В» (будущий Физико-энергетический институт) и семья поселилась в финском домике на территории будущей школы № 2. Занималась любительским волейболом.
В 1948 году создала первую оранжерею на территории будущей школы № 2, включающую три большие теплицы для выращивания овощей (лука, помидоров, огурцов) и цветов. Здесь же заложила яблоневый сад, плодоносящие остатки которого сохранились на территории нынешней Гимназии. В течение нескольких десятилетий занималась озеленением всего Обнинска.
В 1963—1966 избиралась депутатом Обнинского городского Совета депутатов трудящихся.
Возглавляла Обнинское отделение Всесоюзного общества охраны природы с момента его организации до своей смерти в 1990 году. Работала во всесоюзном обществе «Знание». Возглавляла родительский комитет в школе, пока учились её пять детей. Инициатор и организатор садово-огородных обществ, выставок цветов и урожаев в Обнинске.
Уволилась из Физико-энергетического института 1 марта 1989 года после 42 лет работы в возрасте 81 года в связи с уходом на пенсию.

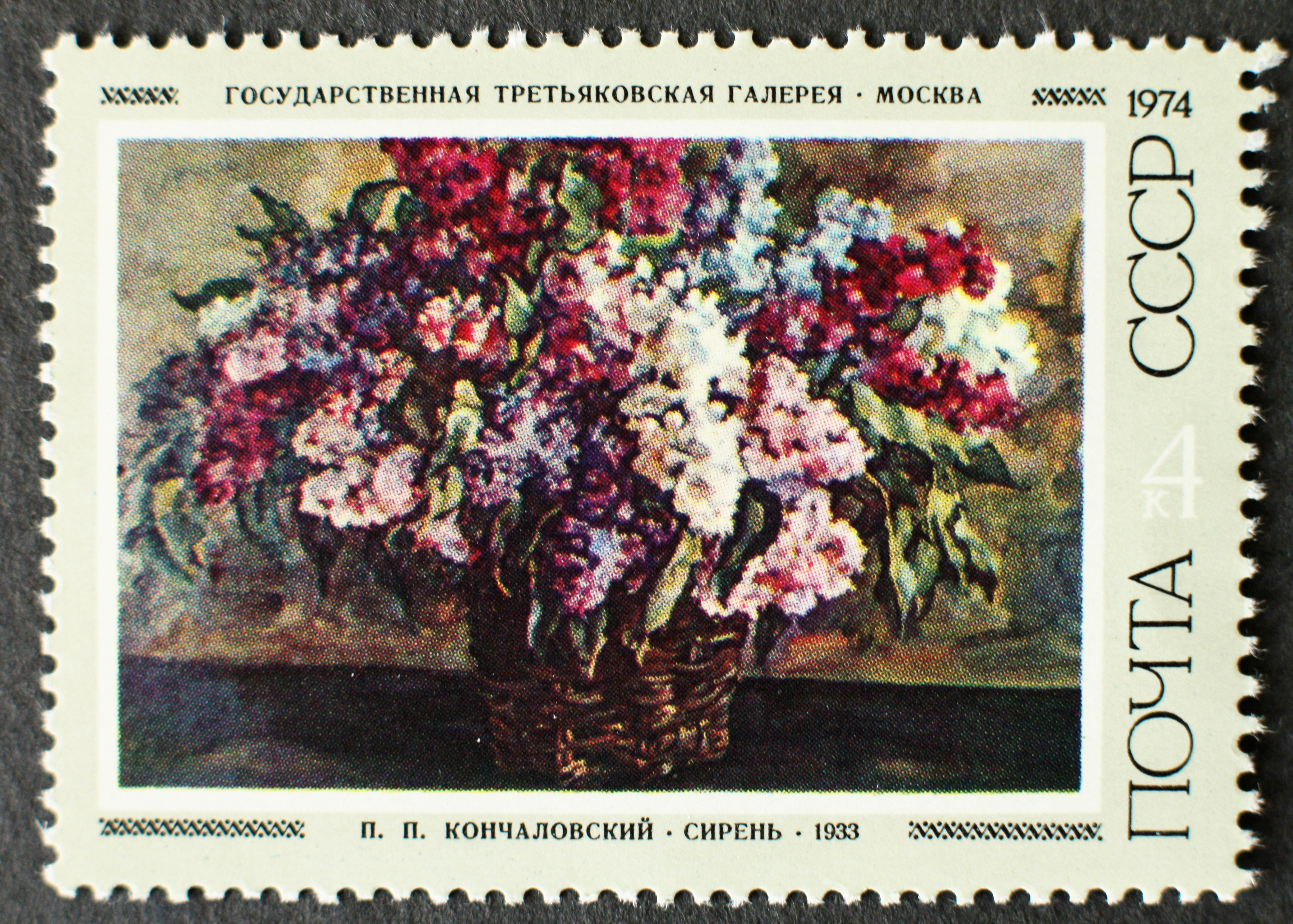
Пётр Кончаловский. «Сирень» (1933).

Была дружна с жившим в Буграх художником Петром Кончаловским. Размножила и рассадила по всему Обнинску полученные от Кончаловского в дар саженцы сирени, изображённой на картине «Сирень» 1933 года (в собрании Третьяковской галереи).
До конца жизни писала стихи.
Умерла 5 октября 1990 года в Обнинске.

### Семья
- Дед — Николай Николаевич Златовратский (1845—1911), русский писатель[1].
- Мать — Стефания Николаевна Сорокина (Златовратская) (1884—?).[1].
- Отец — Алексей Осипович Сорокин (1880—1916), агроном[1].
- Муж — Павел Прокопьевич Кудрявцев[1].
- Дети — Вадим Павлович Кудрявцев, Алексей Павлович Кудрявцев, Ирина Павловна Кудрявцева, Нонна Павловна Кудрявцева, Александра Павловна Кудрявцева[1].
- Правнучка — Софья Сергеевна Лебедева (р. 1993), российская актриса[5].

## Награды
- Медаль «За трудовое отличие»[4]
- Медаль «Ветеран труда»[4]
- Юбилейная медаль «За доблестный труд (За воинскую доблесть). В ознаменование 100-летия со дня рождения Владимира Ильича Ленина» (1970)[4]

## Память

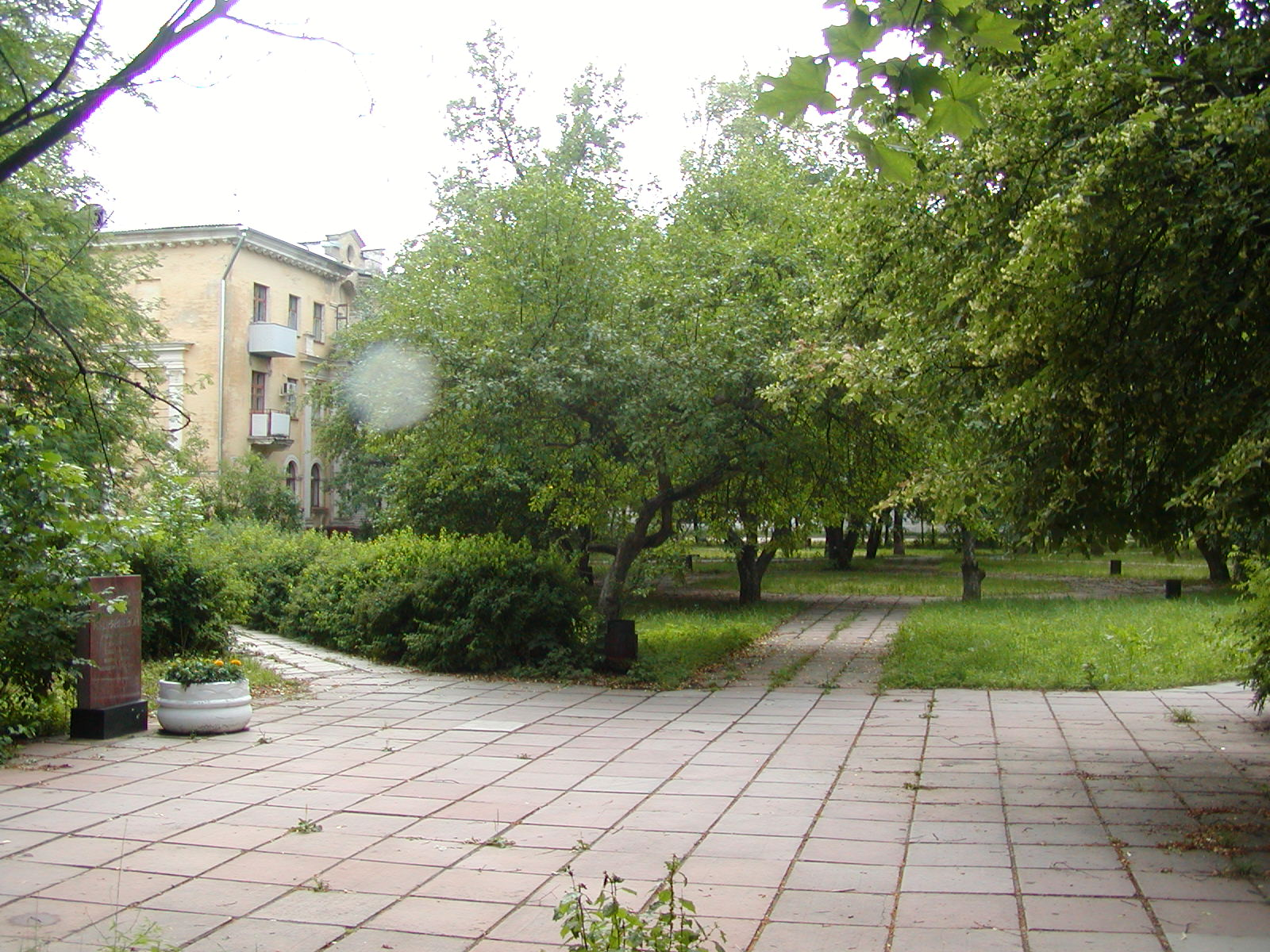
Сквер памяти Стефании Алексеевны Кудрявцевой. Слева памятная стела

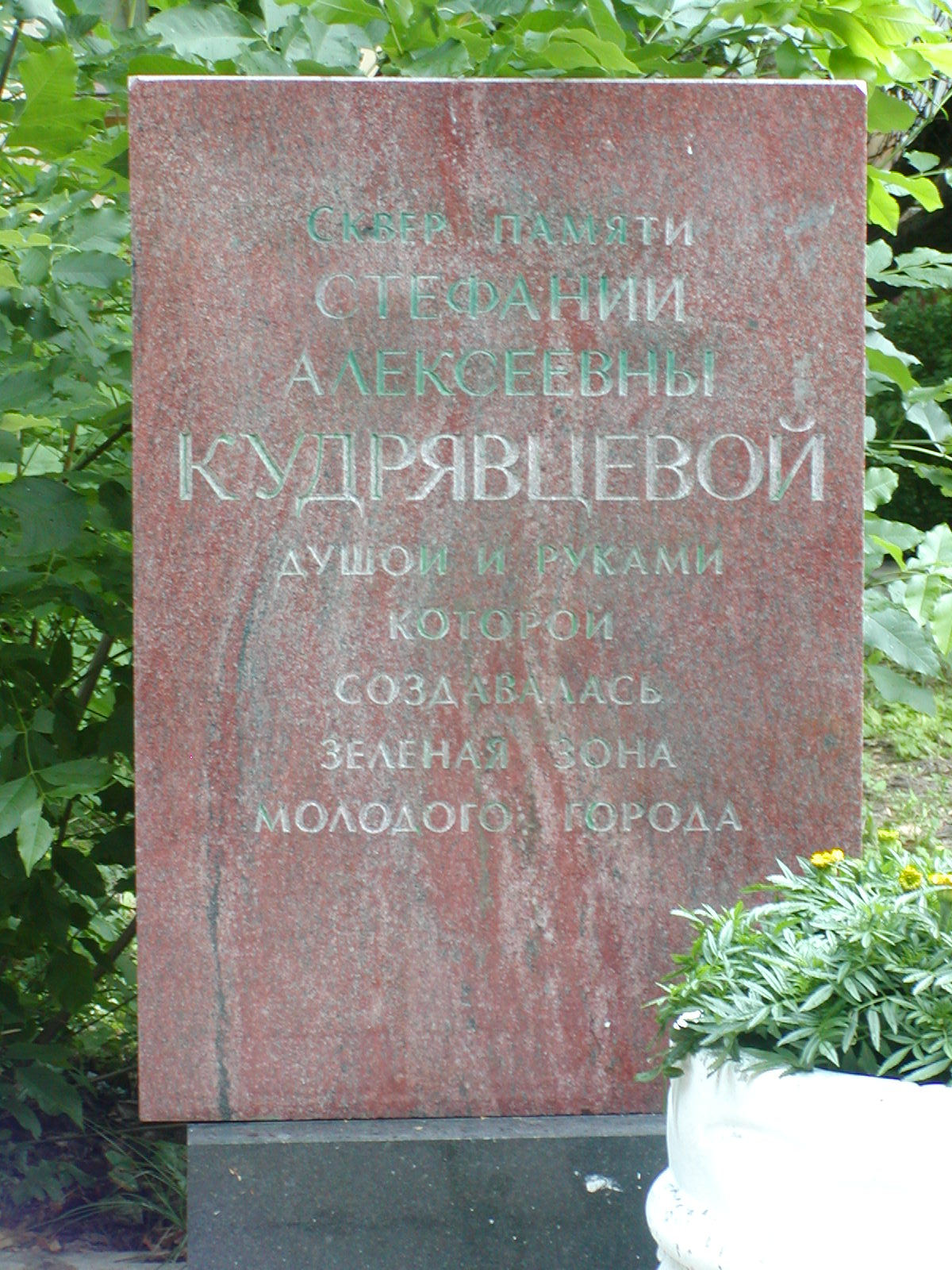
Памятная стела

В 1996 году Обнинское городское Собрание присвоило имя Кудрявцевой центральной аллее Нижнего парка Обнинска. В 1999 году это решение было отменено и в честь Стефании Кудрявцевой был назван заложенный ею сквер на площади Бондаренко с установленной памятной стелой. Надпись на стеле: «Сквер памяти Стефании Алексеевны Кудрявцевой, душой и руками которой создавалась зелёная зона молодого города».